# جان امیل
جان امیل (انگلیسی: Jon Amiel؛ زادهٔ ۲۰ مهٔ ۱۹۴۸) کارگردان، و تهیه‌کننده اهل ایالات متحده آمریکا است. وی از سال ۱۹۷۷ میلادی تاکنون مشغول فعالیت بوده‌است.
از فیلم‌های او می‌توان به سامرزبای (۱۹۹۳)، تله گذاری (۱۹۹۹) و آفرینش (۲۰۰۹) اشاره کرد.